# Saison 3 de Parenthood
Chronologie
Saison 2 de Parenthood Saison 4 de Parenthood
Cet article présente le guide des épisodes de la troisième saison de la série télévisée américaine Parenthood.

## Généralités
- Aux États-Unis, cette saison de 18 épisodes a été diffusée sur le réseau NBC.
- Au Canada, elle a été diffusée en simultané sur le réseau Global.
- Au Québec, elle est diffusée depuis le 3 septembre 2012 sur Mlle.
  - En France elle sera diffusée sur HD1 [1]  à partir du 2 décembre 2013, mais elle reste inédite en Belgique et en Suisse.

### Synopsis
Basée sur le film du même nom, Parenthood relate les histoires de l'étendue famille Braverman, allant des parents, aux enfants et aux petits enfants.

## Distribution

### Acteurs principaux
- Lauren Graham (VF : Nathalie Régnier) : Sarah Braverman (fille de Zeek et Camille ; sœur d'Adam, Crosby et Julia ; mère d'Amber et Drew)
- Peter Krause (VF : Guillaume Orsat) : Adam Braverman (fils de Zeek et Camille ; frère de Sarah, Crosby et Julia ; marié à Kristina ; père d'Haddie et Max)
- Craig T. Nelson (VF : Patrice Melennec) : Zeek Braverman (marié à Camille ; père d'Adam, Sarah, Crosby et Julia)
- Bonnie Bedelia (VF : Evelyne Grandjean) : Camille Braverman (mariée à Zeek ; mère d'Adam, Sarah, Crosby et Julia)
- Monica Potter (VF : Patricia Piazza) : Kristina Braverman (mariée à Adam ; mère d'Haddie et Max)
- Dax Shepard (VF : Emmanuel Garijo) : Crosby Braverman (fils de Zeek et Camille ; frère d'Adam, Sarah et Julia ; père de Jabbar)
- Mae Whitman (VF : Noémie Orphelin) : Amber Holt (fille de Sarah ; sœur de Drew)
- Miles Heizer : Drew Holt (fils de Sarah ; frère de Amber)
- Joy Bryant : Jasmine Trussell (petite amie et mère du fils de Crosby, Jabbar)
- Erika Christensen (VF : Christine Bellier) : Julia Braverman-Graham (fille de Zeek et Camille ; mariée à Joel ; sœur d'Adam, Sarah et Crosby ; mère de Sydney)
- Sarah Ramos : Haddie Braverman (fille d'Adam et Kristina ; sœur de Max)
- Max Burkholder (VF : Max Renaudin) : Max Braverman (fils d'Adam et Kristina ; frère d'Haddie)
- Sam Jaeger (VF : Axel Kiener) : Joel Graham (marié à Julia ; père de Sydney)
- Savannah Paige Rae : Sydney Graham (fille de Joel et Julia)
- Tyree Brown (VF : Tom Trouffier) : Jabbar Trussell-Braverman (fils de Crosby et Jasmine)

## Liste des épisodes

### Épisode 1:Pas sans toi
- États-Unis : 13 septembre 2011 sur NBC
- Québec : 3 septembre 2012 sur Mlle
- France : 2 décembre 2013 sur HD1

- États-Unis : 6,29 millions de téléspectateurs[2]

### Épisode 2:Il est à vous ce bébé?
- États-Unis : 20 septembre 2011 sur NBC
- Québec : 10 septembre 2012 sur Mlle
- France : 2 décembre 2013 sur HD1
- Belgique :
- Suisse :

- États-Unis : 5,28 millions de téléspectateurs[3]

### Épisode 3:Un pas dans la bonne direction
- États-Unis : 27 septembre 2011 sur NBC
- Québec : 17 septembre 2012 sur Mlle
- France : 3 décembre 2013 sur HD1
- Belgique :
- Suisse :

- États-Unis : 5,53 millions de téléspectateurs[4]

### Épisode 4:Tout va bien sous le soleil
- États-Unis : 4 octobre 2011 sur NBC
- Québec : 24 septembre 2012 sur Mlle
- France : 4 décembre 2013 sur HD1

- États-Unis : 5,05 millions de téléspectateurs[5]

### Épisode 5:Nora
- États-Unis : 11 octobre 2011 sur NBC
- Québec : 1er octobre 2012 sur Mlle
- France : 4 décembre 2013 sur HD1

- États-Unis : 5,26 millions de téléspectateurs[6]

### Épisode 6:Cartes postales de la Luncheonette
- États-Unis : 18 octobre 2011 sur NBC
- Québec : 8 octobre 2012 sur Mlle
- France : 4 décembre 2013 sur HD1

- États-Unis : 5,03 millions de téléspectateurs[7]

### Épisode 7:Plaisir forcé en famille
- États-Unis : 1er novembre 2011 sur NBC
- Québec : 15 octobre 2012 sur Mlle
- France : 5 décembre 2013 sur HD1

- États-Unis : 5,29 millions de téléspectateurs[8]

### Épisode 8:Entre-deux
- États-Unis : 8 novembre 2011 sur NBC
- Québec : 22 octobre 2012 sur Mlle
- France : 6 décembre 2013 sur HD1

- États-Unis : 5,30 millions de téléspectateurs[9]

### Épisode 9:Mauvais perdant
- États-Unis : 15 novembre 2011 sur NBC
- Québec : 29 octobre 2012 sur Mlle
- France : 6 décembre 2013 sur HD1

- États-Unis : 5,06 millions de téléspectateurs[10]

### Épisode 10:M. Honnêteté
- États-Unis : 22 novembre 2011 sur NBC
- Québec : 5 novembre 2012 sur Mlle
- France : 6 décembre 2013 sur HD1

- États-Unis : 4,57 millions de téléspectateurs[11]

### Épisode 11:Porté disparu
- États-Unis : 29 novembre 2011 sur NBC
- Québec : 12 novembre 2012 sur Mlle

- États-Unis : 5,76 millions de téléspectateurs[12]

### Épisode 12:Sur la route
- États-Unis : 3 janvier 2012 sur NBC
- Québec : 19 novembre 2012 sur Mlle

- États-Unis : 4,94 millions de téléspectateurs[13]

### Épisode 13:Le sourire aux lèvres
- États-Unis : 10 janvier 2012 sur NBC
- Québec : 26 novembre 2012 sur Mlle

- États-Unis : 4,70 millions de téléspectateurs[14]

### Épisode 14:Ainsi soit-il
- États-Unis : 17 janvier 2012 sur NBC
- Québec : 3 décembre 2012 sur Mlle

- États-Unis : 4,97 millions de téléspectateurs[15]

### Épisode 15: La politique, toujours la politique
- États-Unis : 7 février 2012 sur NBC
- Québec : 10 décembre 2012 sur Mlle

- États-Unis : 4,63 millions de téléspectateurs[16]

### Épisode 16: Qui aime bien châtie bien
- États-Unis : 14 février 2012 sur NBC
- Québec : 17 décembre 2012 sur Mlle

- États-Unis : 4,48 millions de téléspectateurs[17]

Julia se sent trop impliquée dans la vie de Zoé. 
Bob le conseiller municipal qui est en campagne part à Sacramento et demande à Amber de l'accompagner, les deux sont attirés l'un part l'autre malgré leur 9 ans d'écart, Haddie est présente quand Amber fait son sac et sent qu'Amber est attirée par son patron quand elle la voit prendre des vêtements sexy.Pendant qu'Amber et Bob sont en train de passer une soirée en amoureux dans la chambre de celui ci, Kristina avertis par sa fille débarque et reproche à Bob et Amber leur attitude irresponsable pendant la campagne et aussi car ils ont une différence d'âge importante. 

### Épisode 17: Ne m'oublie pas
- États-Unis : 21 février 2012 sur NBC
- Québec : 24 décembre 2012 sur Mlle

- États-Unis : 5,53 millions de téléspectateurs[18]

Avec la classe de Jabbar, Jasmine et Crosby font du camping dans la tente de la famille braverman malgré le fait qu'elle soit trouée de partout. Jasmine est censée emménager avec le pédiatre de Jabbar. Il a acheté une magnifique maison et aussi une belle tente pour que Jasmine ne dorme pas avec Crosby par peur qu'il puisse se passer quelque chose entre eux. Jasmine se rend compte qu'elle est toujours amoureuse de Crosby. Au moment du départ, elle arrête Crosby pour lui exprimer ses sentiments et le demander en mariage.

### Épisode 18: Le mariage de mon frère
- États-Unis : 28 février 2012 sur NBC
- Québec : 31 décembre 2012 sur Mlle

- États-Unis : 5,16 millions de téléspectateurs[19]

Une dispute éclate entre Crosby et Adam pendant les préparatifs du mariage de Crosby et Jasmine car Crosby ne veut pas d'Adam comme témoin car Adam préfère l'argent au rêve de Crosby d'avoir son propre label, Adam en vient à insulter Crosby d'idiot et montre son mépris envers lui. 
Julia et Joël rangent les affaires du bébé car 
Zoé préfère le garder, cela brise le cœur du couple, Zoé vient sonner chez Julia mais décide de partir, ensuite Julia et Joël vont faire les démarches pour adopter un enfant dans les règles cette fois ci du moins par une agence spécialisée dans l'adoption.
Joël et Julia reçoivent un appel de l'agence d'adoption pendant le mariage et parte de la soirée, ils vont adopter un enfant, un petit garçon nommé Victor, la mère de ce dernier est en prison. 
Sarah et Mark se séparent car elle ne veut plus d'enfant et qu'elle ne souhaite pas enlever ce plaisir à Mark d'être parent, il essaye de la retenir mais elle est déterminée dans sa démarche même ci cela lui brise le cœur. Mark demande Sarah en mariage pendant le mariage de Jasmine et Crosby.

## Audiences aux États-Unis
La moyenne de cette saison est de 5.10 millions de téléspectateurs américains. L'épisode le plus regardé est le 3.01 Pas sans toi (I Don't Want to Do This Without You) avec 6.29 millions de téléspectateurs, alors que l'épisode le moins regardé est le 3.16 Qui aime bien châtie bien (Tough Love) avec 4.48 millions de téléspectateurs américains.
| N° d'épisode | Titre original                         | Titre français                      | Chaîne | Date de diffusion originale | USA (en millions de téléspectateurs) | Pdm sur les 18/49 ans |
| ------------ | -------------------------------------- | ----------------------------------- | ------ | --------------------------- | ------------------------------------ | --------------------- |
| 1            | I Don't Want to Do This Without You    | Pas sans toi                        | NBC    | 13 septembre 2011           | 6.29                                 | 2.2                   |
| 2            | Hey, If You're Not Using That Baby…    | Il est à vous ce bébé ?             | NBC    | 20 septembre 2011           | 5.28                                 | 2.1                   |
| 3            | Step Right Up                          | Un pas dans la bonne direction      | NBC    | 27 septembre 2011           | 5.53                                 | 2.2                   |
| 4            | Clear Skies From Here on Out           | Tout va bien sous le soleil         | NBC    | 4 octobre 2011              | 5.05                                 | 2.0                   |
| 5            | Nora                                   | Nora                                | NBC    | 11 octobre 2011             | 5.26                                 | 2.1                   |
| 6            | Tales From the Luncheonette            | Cartes postales de la Luncheonette  | NBC    | 18 octobre 2011             | 5.03                                 | 2.0                   |
| 7            | Forced Family Fun                      | Plaisir forcé en famille            | NBC    | 1er novembre 2011           | 5.29                                 | 2.2                   |
| 8            | In-Between                             | Entre-deux                          | NBC    | 8 novembre 2011             | 5.30                                 | 2.0                   |
| 9            | Sore Loser                             | Mauvais perdant                     | NBC    | 15 novembre 2011            | 5.06                                 | 2.0                   |
| 10           | Mr. Honesty                            | M. Honnêteté                        | NBC    | 22 novembre 2011            | 4.57                                 | 1.9                   |
| 11           | Missing                                | Porté disparu                       | NBC    | 29 novembre 2011            | 5.76                                 | 2.1                   |
| 12           | Road Trip                              | Sur la route                        | NBC    | 3 janvier 2012              | 4.94                                 | 1.7                   |
| 13           | Just Smile                             | Le sourire aux lèvres               | NBC    | 10 janvier 2012             | 4.70                                 | 1.7                   |
| 14           | It Is What It Is                       | Ainsi soit-il                       | NBC    | 17 janvier 2012             | 4.97                                 | 1.7                   |
| 15           | Politics                               | La politique, toujours la politique | NBC    | 7 février 2012              | 4.63                                 | 1.6                   |
| 16           | Tough Love                             | Qui aime bien châtie bien           | NBC    | 14 février 2012             | 4.48                                 | 1.6                   |
| 17           | Remember Me, I'm the One Who Loves You | Ne m'oublie pas                     | NBC    | 21 février 2012             | 4.91                                 | 1.7                   |
| 18           | My Brother's Wedding                   | Le mariage de mon frère             | NBC    | 28 février 2012             | 5.16                                 | 1.9                   |